# Ftalocianina
La ftalocianina és un compost de color verd blavós format per la unió de quatre grups isoindol mitjançant quatre àtoms de nitrogen, donant lloc a un anell de 16 àtoms: vuit de nitrogen i vuit de carboni, alternats amb dobles enllaços conjugats.
La part central de la molècula pot coordinar-se amb un àtom metàl·lic, donant lloc als seus diversos derivats que s'utilitzen com colorants i pigments. El més important és la ftalocianina de coure, que s'obté per condensació de quatre molècules de ftalonitril amb coure, la reacció es porta a terme a una temperatura de 200 °C. Els àtoms d'hidrogen poden ser substituïts per clor o grups sulfònics, obtenint-se derivats que són de color verd o blau. Molt estables a la llum, la calor i a les agressions químiques.

## Aplicacions
Tots els fabricants importants de pigments per a artistes produeixen variants de ftalocianina de coure, designat 
color index PB15 (blue) and color indexes PG7 and PG36 (green).
índex de color PB15 (blau) i HP / CMT / waterg.html índexs de color PG7 i PG36 (verd).
La ftalocianina també s'usa comunament com un mitjà de contrast en la fabricació de discs CD-R d'alta velocitat. La majoria de les marques de CD-R utilitza aquest suport, llevat de Taiyo Yuden i Verbatim DataLife (que usen els colorants cianina i  azo, respectivament).

### Aplicacions especialitzades
Les talocianines metàl·liques han estat investigades com catalitzadors de les reaccions redox. Àrees d'interès en són la reacció de reducció d'oxigen i l'edulcoració dels fluxos de gas mitjançant l'eliminació de sulfur d'hidrogen.
Compostos de ftalocianina s'han investigat com materials per a donants en electrònica molecular, per exemple, investigació sobre el transistor d'efecte de camp orgànic.

## Nota
1. ↑  Illustrative paper: G. Chaidogiannos et al., Low voltage operating OFETs based on solution-processed metal phthalocyanines, Applied Physics A: Materials Science & Processing, 2009, 96, p.763.
2. ↑  paper il·lustratiu:. Chaidogiannos G. et al,Sota OFETs tensió de funcionament sobre la base de ftalocianines solució de processament de metall, Applied Physics A: Ciència dels Materials i processament ", 2009',, 96, p.763.